# Megastigmus tsugae
Megastigmus tsugae är en stekelart som beskrevs av Crosby 1913. Megastigmus tsugae ingår i släktet Megastigmus och familjen gallglanssteklar. Inga underarter finns listade i Catalogue of Life.